# Heterotropus maculatissimus
Heterotropus maculatissimus är en tvåvingeart som beskrevs av Villeneuve 1932. Heterotropus maculatissimus ingår i släktet Heterotropus och familjen svävflugor.
Artens utbredningsområde är Algeriet. Inga underarter finns listade i Catalogue of Life.